# Thalestris brunnea
Thalestris brunnea är en kräftdjursart som beskrevs av Georg Ossian Sars 1905. Thalestris brunnea ingår i släktet Thalestris och familjen Thalestridae. Arten har ej påträffats i Sverige. Inga underarter finns listade i Catalogue of Life.